# Siedliszcze (kraj morawsko-śląski)
Siedliszcze (cz. Sedliště, niem. Sedlischt) – wieś gminna w kraju morawsko-śląskim, w powiecie Frydek-Mistek w Czechach. Miejscowość leży ok. 4 km na północny wschód od centrum Frydka-Mistka, w granicach historycznego Śląska Cieszyńskiego.

## Historia
Miejscowość po raz pierwszy wzmiankowana została w łacińskim dokumencie Liber fundationis episcopatus Vratislaviensis (pol. Księga uposażeń biskupstwa wrocławskiego), spisanej za czasów biskupa Henryka z Wierzbna ok. 1305 w szeregu wsi zobowiązanych do płacenia dziesięciny biskupstwu we Wrocławiu, w postaci item in Sedlicz. Zapis ten (brak określenia liczby łanów, z których będzie płacony podatek) wskazuje, że wieś była w początkowej fazie powstawania (na tzw. surowym korzeniu), co wiąże się z przeprowadzaną pod koniec XIII wieku na terytorium późniejszego Górnego Śląska wielką akcją osadniczą (tzw. łanowo-czynszową). Wieś politycznie znajdowała się wówczas w granicach utworzonego w 1290 piastowskiego (polskiego) księstwa cieszyńskiego, będącego od 1327 lennem Królestwa Czech, a od 1526 roku w wyniku objęcia tronu czeskiego przez Habsburgów wraz z regionem aż do 1918 roku w monarchii Habsburgów (potocznie Austrii).
Miejscowa parafia katolicka pw. Wszystkich Świętych powstała w XIV lub w pierwszej połowie XV wieku. Została wymieniona w spisie świętopietrza sporządzonym przez archidiakona opolskiego Mikołaja Wolffa w 1447 pośród innych parafii archiprezbiteratu (dekanatu) w Cieszynie pod nazwą Czedlicz. W 1638 wybudowano tu nowy kościół drewniany, który służy parafii do dziś.
Do końca średniowiecza wieś pozostawał wsią książęcą w księstwie cieszyńskim. W 1573 miejscowość wraz z kilkunastoma innymi wsiami oraz miastem Frydek zostało sprzedane przez książąt cieszyńskich tworząc frydeckie państwo stanowe.
Według austriackiego spisu ludności z 1910 roku Siedliszcze miało 1284 mieszkańców, z czego 1263 było zameldowanych na stałe, 1172 (92,8%) było czesko-, 90 (7,1%) polsko- i 1 (0,1%) niemieckojęzycznymi, a w podziale wyznaniowym 1250 (97,3%) było katolikami a 34 (2,6%) ewangelikami.